# Anopheles parvus
Anopheles parvus är en tvåvingeart som beskrevs av Carlos Chagas 1907. Anopheles parvus ingår i släktet Anopheles och familjen stickmyggor. Inga underarter finns listade i Catalogue of Life.